# Macvin du Jura
El macvin du Jura és una mistela de la regió vinícola situada al departament del Jura que s'obté mesclant most i marc, una beguda destil·lada (eau-de-vie) elaborada a partir de la brisa de raïm. Compta amb l'appellation d'origine contrôlée (AOC) d'ençà el 1991 i representa el 3% de la producció de l'AOC del Jura.
El producte ha de reposar en botes almenys un any abans de la seva comercialització. La beguda que s'obté és de color blanc o negre segons les varietats de raïm utilitzades i es beu freda a una temperatura d'entre 6 i 8 °C.

El macvin és esmentat en textos del segle xiv amb el nom de maquevin o marc-vin. El primer podria referir-se a l'antic francès maquer («triturar»), mentre que marc-vin podria referir-se a l'associació de marc i most.

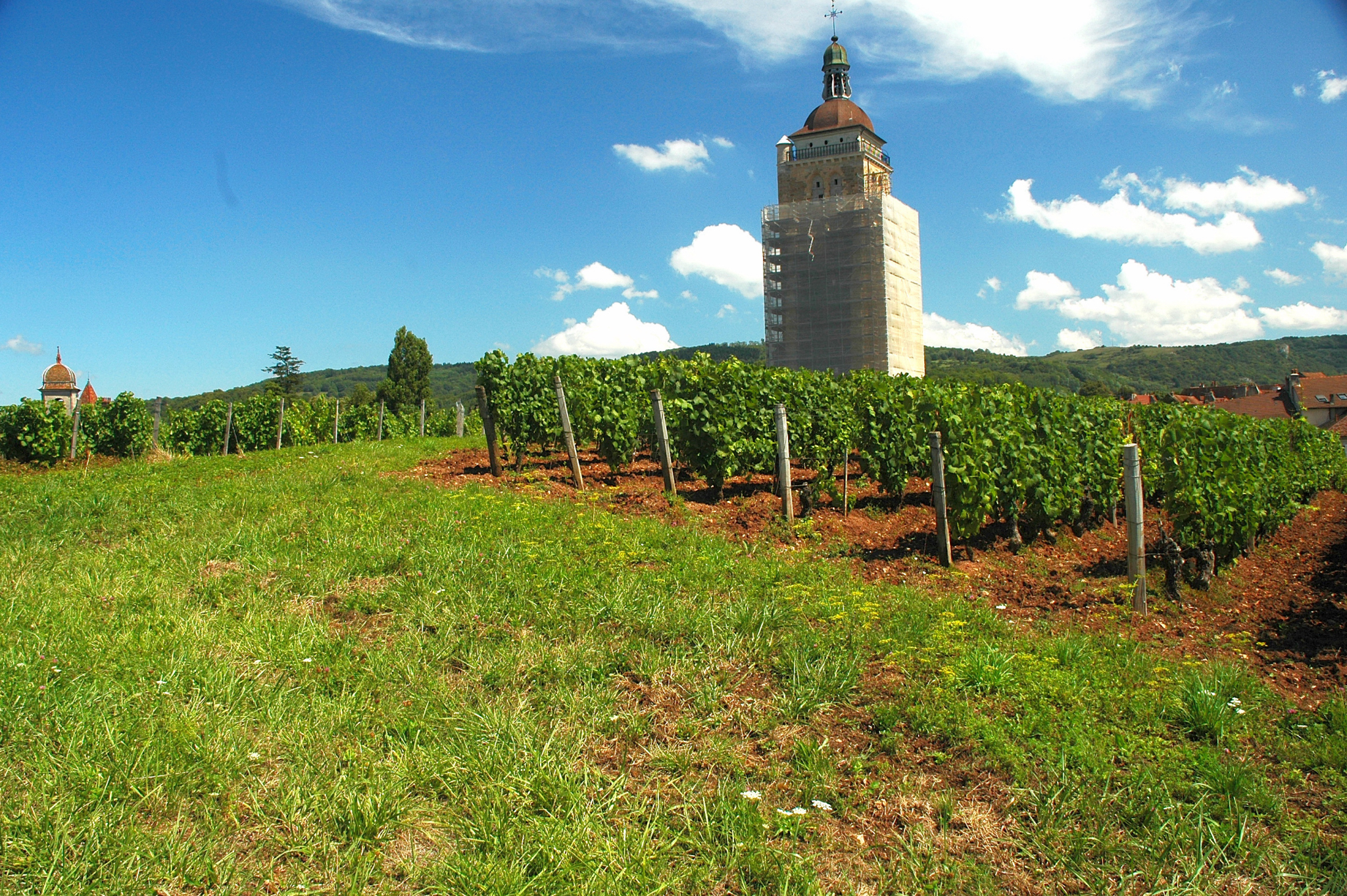
Vinyes a Arbois

El macvin es pot produir a tots els municipis pertanyents a la regió vinícola del Jura amb la condició que l'eau-de-vie i el most han de provenir de la mateixa finca. El raïm procedeix de les cinc varietats viníferes del Jura. Per a elaborar macvin blanc s'utilitzen chardonnay i savagnin, i pinot negre, poulsard i trousseau per al macvin negre.
La densitat de plantació és d'almenys 5.000 ceps per hectàrea excepte en el cas de vinyes plantades en terrasses agrícoles. Tanmateix, cada cep no pot tenir més de dos metres quadrats, la distància entre files no pot superar els dos metres i l'alçada del fullatge ha de ser almenys 0,6 vegades l'espai entre files.